# La niña (álbum)
La Niña es el segundo álbum de estudio de la cantante y bailarina española Lola Índigo. Fue lanzado al mercado el 2 de julio de 2021 a través de su sello discográfico Universal Music Spain. El disco cuenta con la participación de Tini, Belinda, Khea, Mala Rodríguez, Beret, Guaynaa, Cauty, Lyanno, Roy Borland, Rauw Alejandro, Lalo Ebratt y Don Patricio. El arte visual del disco fue desarrollado por Súper Fuerte Estudio.

## Antecedentes
Durante 2020 Indigo declaró que estaba trabajando en su próximo disco. Durante ese año lanzó varios sencillos. En marzo, "4 Besos", con Rauw Alejandro y Lalo Ebratt, se convirtió en top ten en España y también entró en las listas de Ecuador. En junio, lanzó el sencillo promocional "Mala Cara", que estrenó en el episodio final de Operación Triunfo. Más tarde, formó equipo con Danna Paola y Denise Rosenthal para "Santería", que fue bien recibida por la prensa y el público, convirtiéndose en un éxito entre los veinte primeros en España, Uruguay y Chile y entrando también en las listas de México. En octubre, Índigo colaboró con la cantante y rapera española Beret en "¿Cómo te Va? ", que fue certificado Disco de Oro en su país de origen y vino acompañado de un videoclip protagonizado por el actor Miguel Herrán. Un año después, Indigo lanzó "Calle" con la colaboración de los raperos puertorriqueños Guaynaa y Cauty y dio lugar al lanzamiento en solitario "Spice Girls".
Durante los primeros meses de 2021, Índigo adelantó que el álbum se llamaría "La Niña" y lanzó una tentadora portada el 6 de mayo. Tanto la lista de canciones como la fecha de lanzamiento se revelaron a través de las redes sociales el 4 de junio, mientras que la portada final y definitiva se publicó una semana más tarde junto con el pedido anticipado. El arte de la portada, diseñado, producido y retratado por el estudio de diseño Super Fuerte, recibió críticas positivas.

## Lista de canciones
| N.º   | Título                                       | Escritor(es) | Productor(es)                | Duración |  |
| 1.    | «La niña de la escuela» (con Tini & Belinda) | Andy Clay, Belinda Peregrín Schüll, Joey Montana, Luis Salazar, Martina Stoessel y Miriam Doblas Muñoz | Clay y Salazar               | 3:24     |  |
| 2.    | «Culo» (con Khea)                            | Chris Zadley, Ivo Alfredo Thomas Serue, José Daniel Zapata Aspirilla, Juan Esteban Zapata Aspirilla y Doblas Muñoz | Los Danielz                  | 3:51     |  |
| 3.    | «Tamagochi»                                  | Gerson Stiven Cuesta Hoyos, Doblas Muñoz, Natalia Afanador y Valentina Rico | Sunamy                       | 2:46     |  |
| 4.    | «Spice Girls»                                | Mango, Doblas Muñoz y Nabález | Mango y Nabález              | 3:30     |  |
| 5.    | «Nada a nadie» (con Mala Rodríguez)          | Caleb Calloway, María Rodríquez Garrido, Doblas Muñoz, Omar Koonze, Pablo Rousselon y Rico | Pablo Rouss y Calloway       | 3:02     |  |
| 6.    | «Calle» (con Guaynaa & Cauty)                | Christian Camarena López, Christian Daniel Mojica Blanco, Eva Ibáñez Fraile, Felipe González Abad, Germán Gonzalo Duque Molano, Héctor Caleb López Jiménez, Jean Carlos Santiago Pérez, Doblas Muñoz y Piero Visciotti | Calloway                     | 3:42     |  |
| 7.    | «Killa (Ring Ring)»                          | Luis Miguel Gómez Cataño, Mango, Doblas Muñoz y Nabález | Mango, Nabález y Casta       | 3:32     |  |
| 8.    | «Cómo te va?» (con Beret)                    | Francisco Javier Álvarez Beret, José Diogo Guerra, Doblas Muñoz y Tyoz | Guerra y Redmojo             | 3:37     |  |
| 9.    | «Mala cara»                                  | Christian Sera Bértolo, Cristian Quirante Catalán y Doblas Muñoz | Alizzz                       | 2:48     |  |
| 10.   | «Tú y yo»                                    | Daniel Luis Rodríguez, Matt Hunter y Doblas Muñoz | Noize                        | 2:43     |  |
| 11.   | «La llorera»                                 | Doblas Muñoz y Rousselon | Rouss                        | 2:34     |  |
| 12.   | «Cash» (con Lyanno)                          | Mauricio Acosta Echeverri, Andrés Uribe Marín, Edgardo Cuevas Feliciano y Santiago Múnera Penagos | Ily Wonder, Dark Lion y Aeme | 3:49     |  |
| 13.   | «No se que decir» (with Roy Borland)         | Doblas Muñoz, Rousselon y Roy Borland López | Borland y Rouss              | 2:19     |  |
| 14.   | «4 besos» (con Lalo Ebratt & Rauw Alejandro) | Zadley, Doblas Muñoz, David Esteban Murillo Rodríguez, Eduardo Mario Ebratt Troncoso, Ibáñez Fraile, González Abad, Germán Gonzalo Duque Molano, Doblas Muñoz y Raúl Alejandro Ocasio Peña                             | Mango, Nabález y Algama      | 3:51     |  |
| 15.   | «Lola Bunny» (con Don Patricio)              | Mateus Maghalhaes de Seabra, Doblas Muñoz, Patricio Martín Díaz y Rodrigo Silvério do Carmo | Stygo                        | 3:07     |  |
| 48:42 |                                              | |                              |          |  |

## Gira de conciertos
La gira de presentación del álbum comenzó el 24 de junio de 2021 en Calafell, aunque con un formato aún reducido, que se extendió al concierto en Valencia el 2 de julio, no es hasta el show de Madrid el 17 de julio cuando comienza el formato de concierto para la presentación de "La Niña". En su primera etapa visitó 23 ciudades españolas, hasta diciembre de 2021.
En 2022 iniciaba una nueva etapa de conciertos, por primera vez dando el salto a Latinoamérica, concretamente en Buenos Aires, Argentina en el Festival Lollapalooza, volviendo de nuevo a España para realizar un total de 31 conciertos y finalizando el 23 de septiembre en Sevilla 

## Posicionamiento en listas

### Listas semanales
| Listas (2021)       | Mejor posición |
| ------------------- | -------------- |
| España (Promusicae) | 1              |

### Listas anuales
| Listas (2021)       | Mejor posición |
| ------------------- | -------------- |
| España (PROMUSICAE) | 41             |